# خالد بن غلاب
خالد بن غلاب النصري، صحابي ولي أصفهان في خلافة عثمان بن عفان، ثم انتقل عنها وسكن البصرة. وهو جد الغلابيين الذين بالبصرة.

## سيرته
هو خالد بن الحارث بن أَوس بن النابغة بن عَمْرو بن حبيب بن وائلة بن دُهمان بن نَصْر بن معاوية بن هوازن، ويقال إن غلاب اسم امرأة وهي أم خالد، مولى بني نصر بن معاوية. وجد محمد بن زكريا الغَلَابي.
وفد على النبي، روى ابنه عمرو بن خالد أن أباه قال للنبي: «يا رسول الله، ادع الله أن يكفيني الفتن»، قال: «اللَّهُمَّ اكْفِهِ الفِتَنَ، مَا ظَهَرَ مِنْهَا وَمَا بَطَنَ». كان على بيت المال لعمر بن الخطاب، وقد ولي بعض عمل أصبهان، وفيه يقول أبو المختار يزيد بن قيس الكلابي في قصيدته التي شكا فيها العمال إلى عمر بن الخطاب يقول فيها:
ولي أصبهان في عهد عثمان، لما حُصِر عثمان بن عفان، خرج خالد بن غلاب من أصبهان متجهًا إلى المدينة المنورة يريد نصره، فلما خرج جاءه خبر مقتله، فانصرف إلى منزله بالطائف.
روى الحديث عنه ابنه عمرو بن خالد.